# Glyptoscelis vandykei
Glyptoscelis vandykei är en skalbaggsart som beskrevs av Krauss 1937. Glyptoscelis vandykei ingår i släktet Glyptoscelis och familjen bladbaggar. Inga underarter finns listade i Catalogue of Life.